# 閔貞

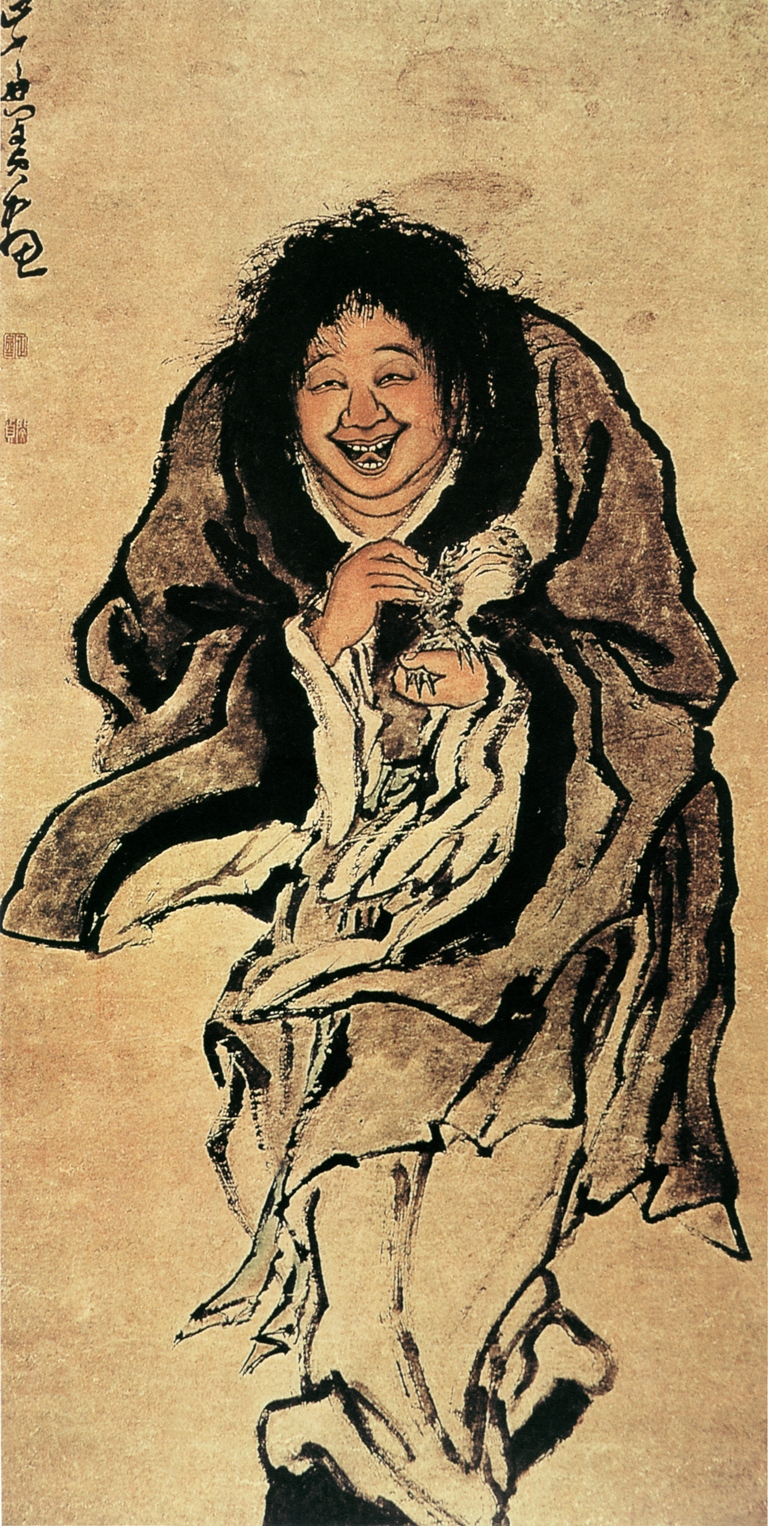
《蛤蟆仙人图》

閔貞（1730年—？），字正齋，祖籍清朝江西南昌，久居湖北省广济县武穴镇。揚州八怪之一。

## 生平
幼失父母，學會畫畫，追憶父母遺容，懸掛致祭，被稱為“閔孝子”。其畫師法明代吳偉，白描功力深厚，幾可與李公麟亂真，擅長寫意人物，在揚州賣過畫。作品有“描金羅漢圖”“八子觀燈圖”，“蕉陰仕女圖”等。